# Municipio de Westphalia (Kansas)
El municipio de Westphalia (en inglés: Westphalia Township) es un municipio ubicado en el condado de Anderson en el estado estadounidense de Kansas. En el año 2010 tenía una población de 372 habitantes y una densidad poblacional de 2,78 personas por km².

## Geografía
El municipio de Westphalia se encuentra ubicado en las coordenadas 38°12′24″N 95°26′59″O / 38.20667, -95.44972. Según la Oficina del Censo de los Estados Unidos, el municipio tiene una superficie total de 134.03 km², de la cual 133,13 km² corresponden a tierra firme y (0,68 %) 0,91 km² es agua.

## Demografía
Según el censo de 2010, había 372 personas residiendo en el municipio de Westphalia. La densidad de población era de 2,78 hab./km². De los 372 habitantes, el municipio de Westphalia estaba compuesto por el 95,43 % blancos, el 0,81 % eran afroamericanos, el 0,81 % eran amerindios, el 0,27 % eran de otras razas y el 2,69 % eran de una mezcla de razas. Del total de la población el 1,08 % eran hispanos o latinos de cualquier raza.